# Labarthe-Inard
Labarthe-Inard este o comună în departamentul Haute-Garonne din sudul Franței. În 2009 avea o populație de 860 de locuitori.

## Evoluția populației
| An        | 1975 | 1982 | 1990 | 1999 | 2006 | 2009 |
| --------- | ---- | ---- | ---- | ---- | ---- | ---- |
| Populație | 590  | 614  | 762  | 781  | 825  | 860  |